# Башня Дона
Башня Дона (нем. Dohnaturm) — фортификационное сооружение немецкой постройки в городе Калининграде. Башня названа в честь прусского генерал-фельдмаршала Фридриха Карла цу Дона, являющегося одним из авторов проекта строительства фортификационных сооружений вокруг Кёнигсберга. Построена в 1853 году. Расположена на берегу Верхнего озера. В апреле 1945 года использовалась как опорный пункт немецких войск. В ходе Кёнигсбергской наступательной операции Красной армии, проходившей с 6 по 9 апреля 1945 года, башня была захвачена. На сегодняшний день в здании расположен Музей янтаря.

## Описание

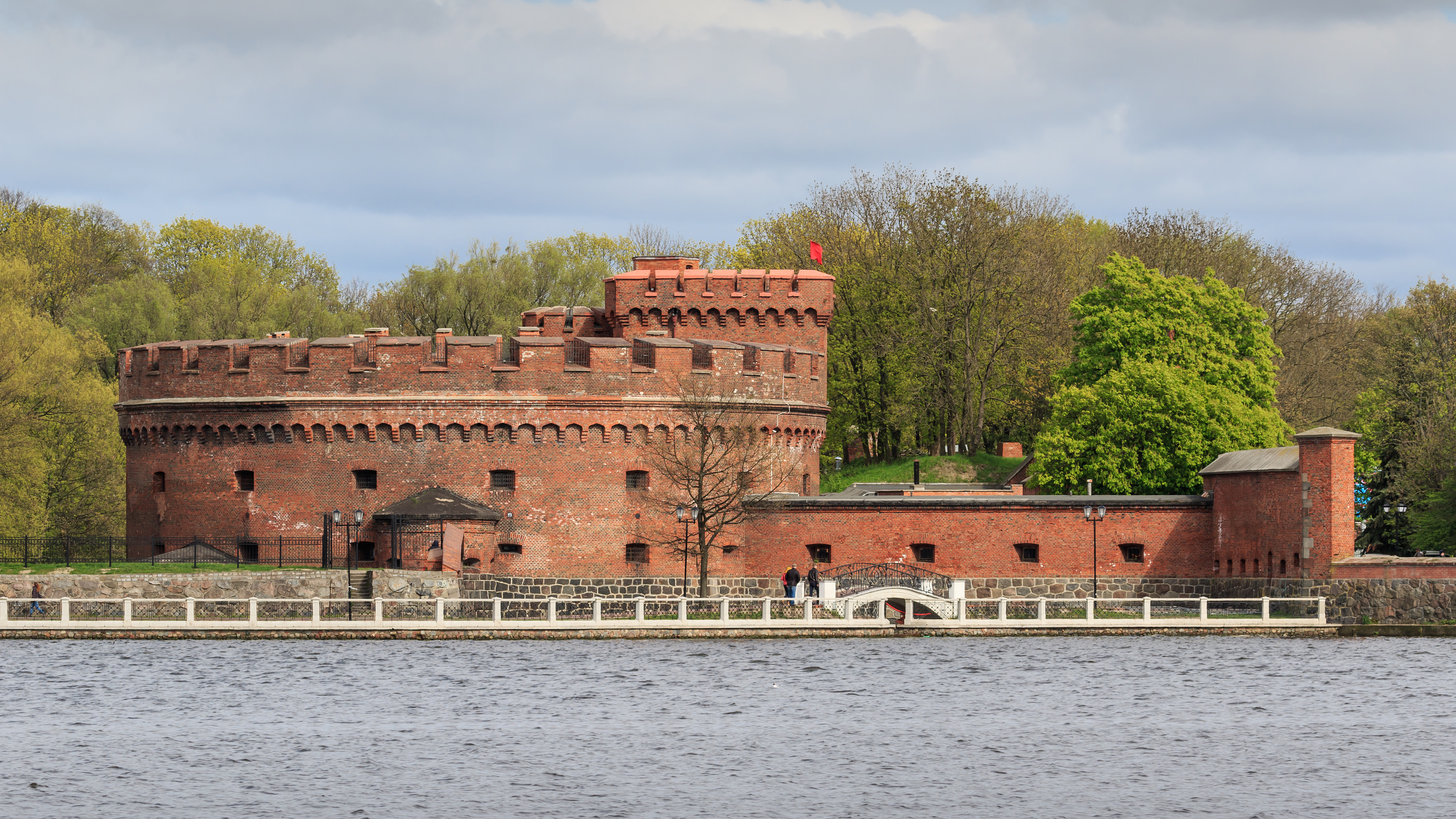
Башня Дона, вид со стороны Верхнего Озера

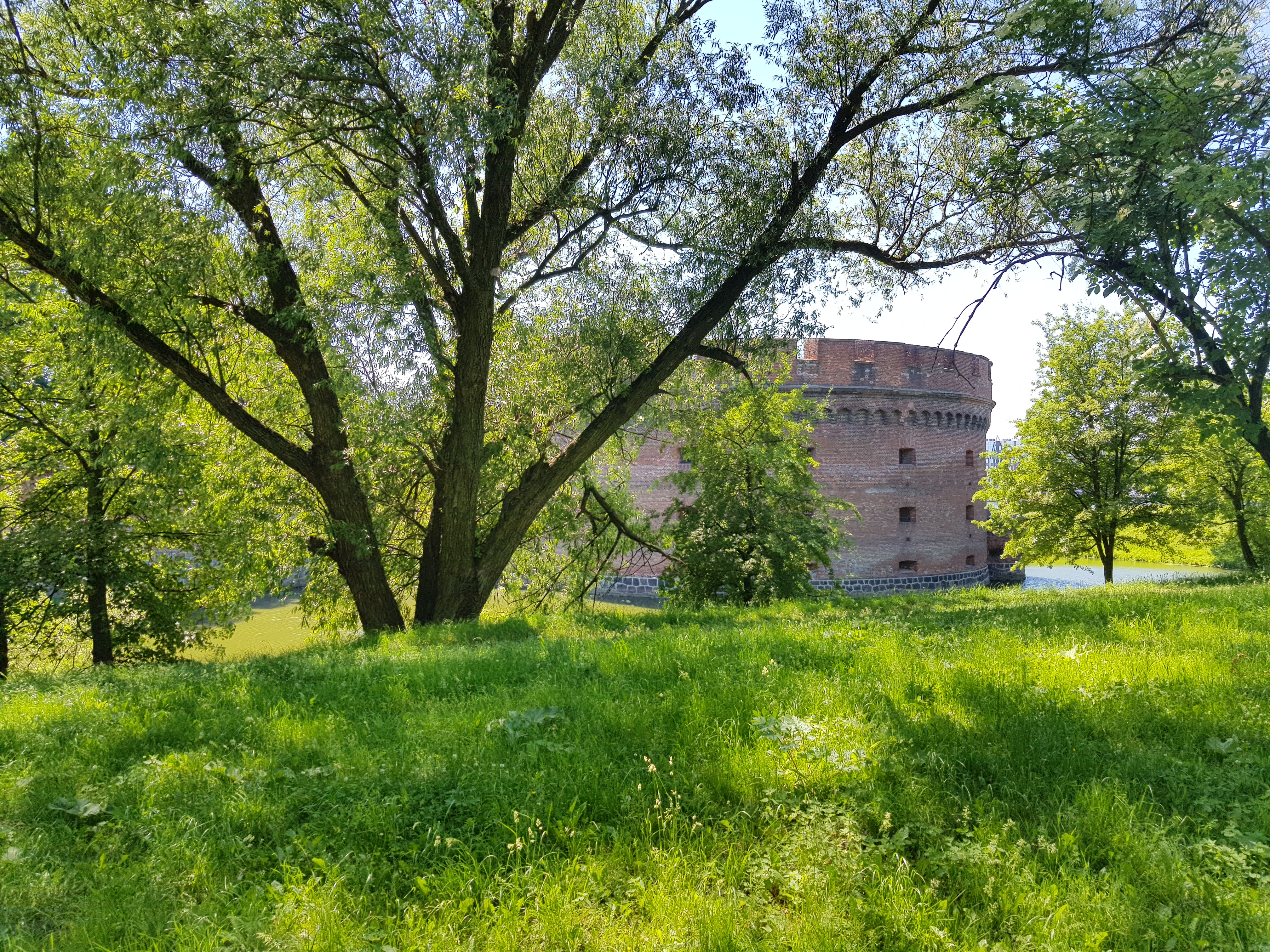
Вид на Башню Дона

Постройка, составляющая с Россгартенскими воротами единый архитектурный комплекс, была возведена в 1853 году и названа в честь представителя старинной дворянской фамилии (известной с двенадцатого века) генерала-фельдмаршала Карла Фридриха Эмилия Дона Шлобитена, участвовавшего в наполеоновской войне в составе русско-немецкого легиона. Башня Дона была спроектирована архитекторами инженером-капитаном Ирфюгельбрехтом и инженером-лейтенантом фон Хайлем. Строительство башни проходило под руководством шефа инженерного корпуса Эрнста Людвига фон Астера.
В башне Дона была реализована идея французского инженера-фортификатора М. Р. Монталамбера о возможности создания более мощного оборонительного сооружения за счёт многоярусных ниш для артиллерийских орудий. Круглая в плане башня имеет диаметр 34 метра и высоту 12 метров. Постройка состоит из двух наземных этажей и одного подземного (подвал). Наружные стены башни достигают двух метров в толщину. Также как и в башне «Врангель», являющейся зеркальным отражением «Дона», имеется внутренний замкнутый двор (кордегардия), а в строительстве использовался специальный фортификационный кирпич, изготовленный многообжиговым методом.
В апреле 1945 года, во время штурма Кёнигсберга, гарнизон, расположенный в башне Дона сдался самым последним, тем самым ознаменовав окончание штурма города-крепости. 10 апреля по распоряжению маршала А. М. Василевского на башню Дона было водружено знамя Победы. С декабря 1974 года «Башня Дона» является объектом культурного наследия федерального значения и охраняется государством.
В наши дни в исторической «Башне Дона» располагается единственный в России Музей янтаря с уникальными экспонатами, один из которых весит около пяти килограммов и считается самым крупным янтарём России. Рядом с башней находится ещё одна историческая достопримечательность старинного Кенигсберга — Росгартенские ворота, сохранившие до наших дней все элементы комплекса.